# نجد نعيمة (حالمين)

تعديل مصدري - تعديل

نجد نعيمة هي إحدى قرى عزلة حبيل الريدة بمديرية حالمين التابعة لمحافظة لحج، بلغ تعداد سكانها 437 نسمة حسب تعداد اليمن لعام 2004.